# Oligonychus acugni
Oligonychus acugni är en spindeldjursart som först beskrevs av Livshits 1968.  Oligonychus acugni ingår i släktet Oligonychus och familjen Tetranychidae. Inga underarter finns listade i Catalogue of Life.